# Cephalorhizum
Cephalorhizum es un género de pequeñas plantas perteneciente a la familia  Plumbaginaceae.  Comprende 9 especies descritas y de estas, solo 6 aceptadas.

## Taxonomía
El género fue descrito por Popov & Korovin y publicado en Trudy Turkestanskogo Nauchnogo Obshchestva 1: 39. 1923.    La especie tipo no ha sido designada.

## Especies aceptadas
A continuación se brinda un listado de las especies del género Cephalorhizum aceptadas hasta abril de 2015, ordenadas alfabéticamente. Para cada una se indica el nombre binomial seguido del autor, abreviado según las convenciones y usos.
- Cephalorhizum coelicolor (Rech.f.) Rech.f.
- Cephalorhizum micranthum Linchevskii
- Cephalorhizum oopodum Popov & Korovin
- Cephalorhizum pachycormum Rech.f.
- Cephalorhizum popovii Lincz.
- Cephalorhizum turcomanicum Popov